# Paralelo 40 N

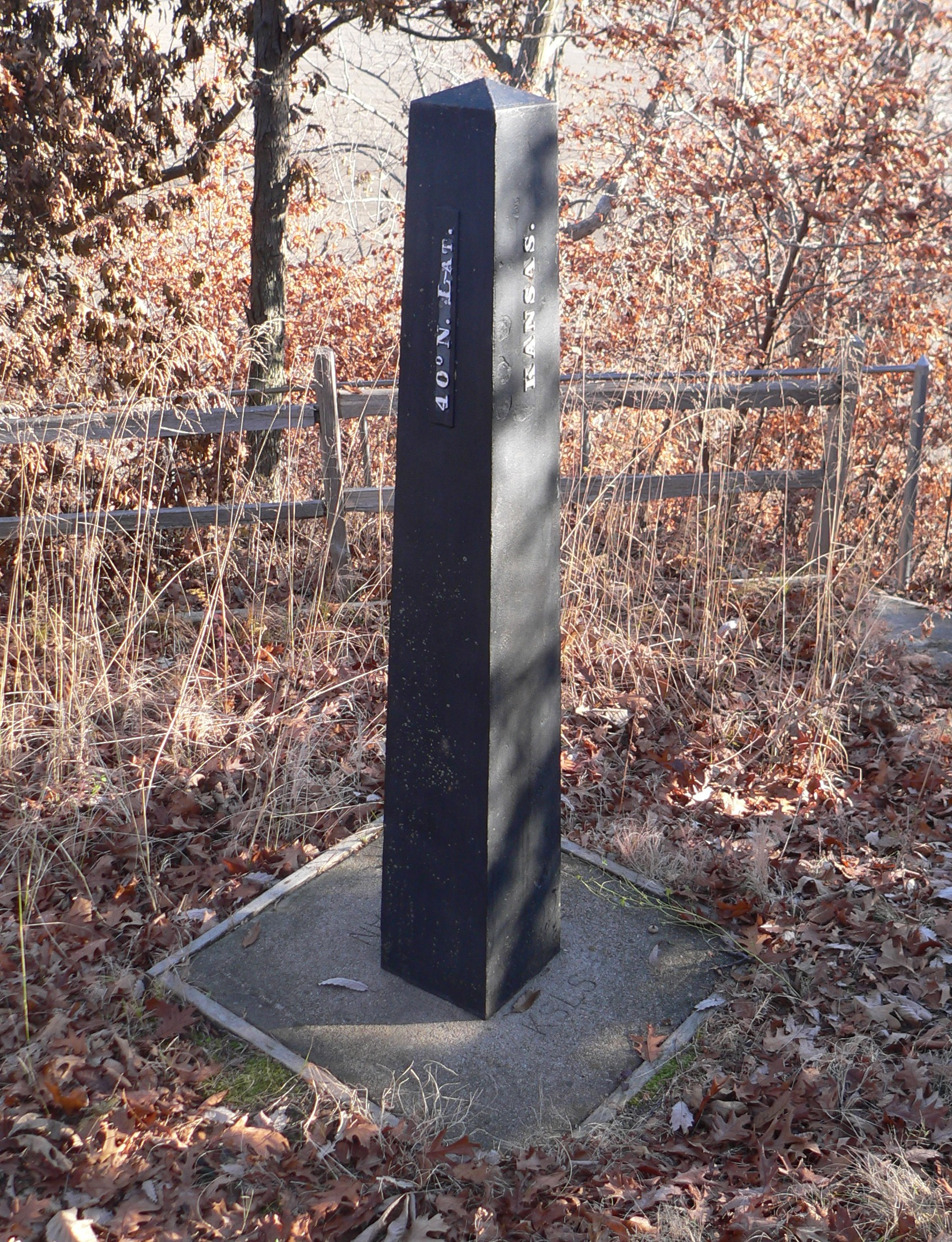
Marco na fronteira entre Kansas e Nebraska, indicando a passagem do paralelo 40 N

O Paralelo 40 N é um paralelo no 40° grau a norte do plano equatorial terrestre.
A esta latitude o Sol é visível durante 15 horas e 1 minuto durante o solstício de verão e durante 9 horas e 20 minutos durante o solstício de inverno.
Começando pelo Meridiano de Greenwich e tomando a direção leste, o paralelo 40° Norte passa por:
| País, território ou mar | Notas |
| ----------------------- | --- |
| Espanha                 | Comunidade Valenciana |
| Mar Mediterrâneo        | |
| Espanha                 | Ilha de Minorca |
| Mar Mediterrâneo        | |
| Itália                  | Sardenha |
| Mar Mediterrâneo        | Mar Tirreno |
| Itália                  | |
| Mar Mediterrâneo        | Golfo de Taranto |
| Itália                  | |
| Mar Mediterrâneo        | Estreito de Otranto |
| Albânia                 | |
| Grécia                  | |
| Mar Egeu                | Incluindo as penínsulas de Cassandra e Sitônia, e a ilha de Lemnos - Grécia |
| Turquia                 | |
| Armênia                 | |
| Azerbaijão              | Incluindo Nagorno-Karabakh |
| Mar Cáspio              | |
| Turquemenistão          | |
| Uzbequistão             | |
| Tajiquistão             | |
| Quirguistão             | |
| Tajiquistão             | |
| Quirguistão             | |
| Uzbequistão             | Exclave de Sokh, rodeado pelo Quirguistão |
| Quirguistão             | |
| Uzbequistão             | Exclave de Xaquimardã, rodeado pelo Quirguistão |
| Quirguistão             | |
| China                   | Xinjiang Gansu Mongólia Interior Shanxi Hebei Pequim (passa a norte do centro da cidade) Hebei Tianjin Hebei Liaoning (cerca de 8 km)                                                             |
| Mar Amarelo             | Baía de Liaodong |
| China                   | Península de Liaodong |
| Coreia do Norte         | |
| Mar do Japão            | |
| Japão                   | Ilha de Honshū |
| Oceano Pacífico         | |
| Estados Unidos          | Califórnia Nevada Utah Colorado fronteira Nebraska / Kansas Missouri, Illinois, Indiana Ohio Virgínia Ocidental Pensilvânia Nova Jersey                                                           |
| Oceano Atlântico        | Passa a norte da Ilha do Corvo, Açores, Portugal |
| Portugal                | Distrito de Leiria Distrito de Coimbra Distrito de Castelo Branco (atravessa várias vezes as fronteiras entre os distritos de Leiria e Coimbra e entre os distritos de Coimbra e Castelo Branco)  |
| Espanha                 | Estremadura Castilla-La Mancha Comunidade autónoma de Madrid Castilla-La Mancha Comunidade Valenciana (exclave de Rincón de Ademuz) Castilla-La Mancha Aragão (extremo sul) Comunidade Valenciana |